# (G)I-dle
(G)I-dle (coréen : (여자)아이들), rebatisé ensuite en I-dle (coréen : 아이들), est un girl group sud-coréen formé en 2018 par Cube Entertainment. Le groupe est désormais composé de cinq membres : Miyeon, Minnie, Soyeon, Yuqi, et Shuhua. Soojin quitte le groupe le 14 août 2021 à la suite de rumeurs de harcèlement. Le groupe débute le 2 mai 2018 avec son premier EP intitulé I Am.
Le nom du groupe (G)I-dle, est une combinaison de (G), signifiant « Girl » en anglais, de « I » qui signifie « Individuel », le « ‐ » qui démontre que le nom est divisé en deux parties et  « Dle » (hangeul : 들) qui marque le pluriel en coréen. Cet ensemble signifie que le groupe est composé de femmes aux personnalités bien distinctes.
Le 2 mai 2025, à l'occasion de son 7e anniversaire, le groupe annonce se rebaptiser en I-dle, supprimant donc le « (G) » afin de réaffirmer son identité de groupe qui ne peut être défini par le terme « Girl ».

## Carrière

### Pré-débuts
Soyeon a participé au programme Produce 101 où elle représente son agence Cube Entertainment,, mais elle termine 20e et n’a donc pas intégré le groupe formé par l’émission, I.O.I. Elle a aussi participé à la saison 3 de la compétition de rap Unpretty Rapstar, où elle est éliminée en demi-finale. Soyeon fait plus tard ses débuts comme artiste solo avec la sortie de deux singles : Jelly et Idle Song,,.
Miyeon était une stagiaire de YG Entertainment entre 2010 et 2015 et devait principalement faire partie du populaire girl group Blackpink.
Soojin était une ancienne stagiaire de DN Entertainment en 2015. Elle devait être membre du girl group VIVIDIVA, mais l’a quitté avant leurs débuts officiels.
Minnie, Yuqi et Shuhua sont apparues dans une vidéo promotionnelle pour Rising Star Cosmetic en juin 2017. Shuhua, de même que Yoo Seon-ho, appartenant au même label. Elles sont apparues dans le clip vidéo de Pet du duo 10 cm en septembre 2017. Minnie a participé en featuring à l’album Dance Party de Line Friends, qui a été publié en novembre 2017.
Le 5 avril 2018, Cube Entertainment a annoncé le nom de son futur girl group, « (G)I-dle ». L’agence a ensuite révélé une à une les membres du groupe avec des photos individuelles à partir du 8 avril,,.

### 2018-2019: Débuts

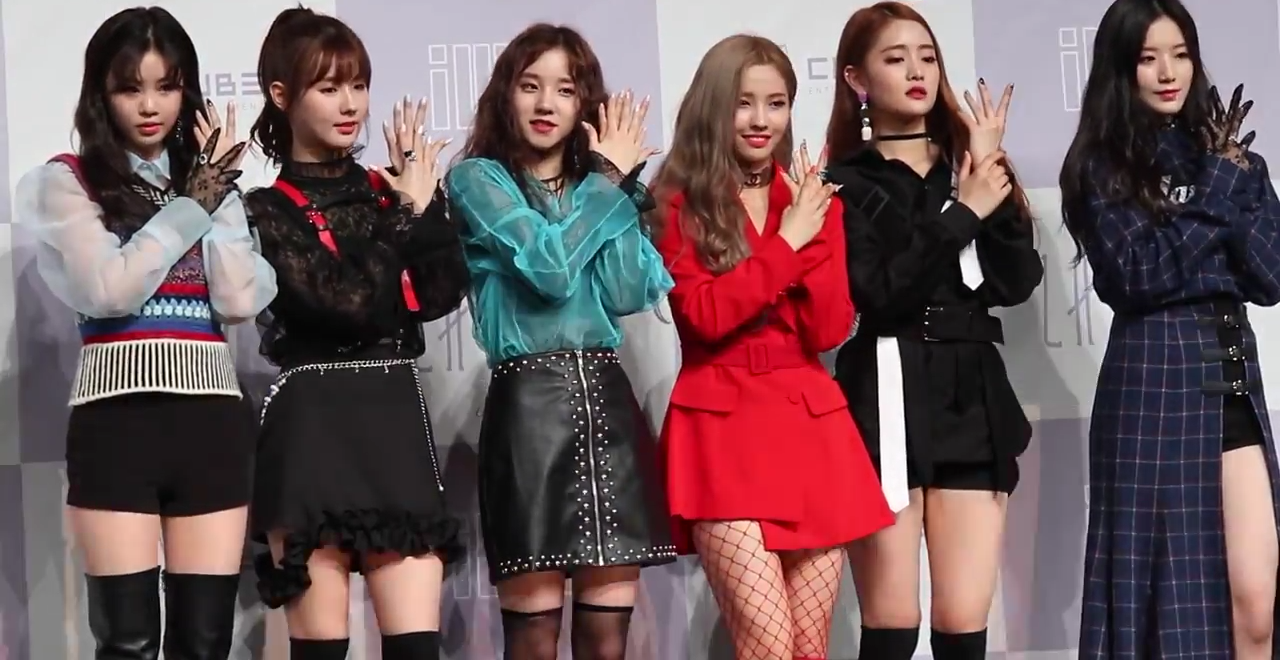
(G)I-DLE en 2018

Le 2 mai 2018, (G)I-dle débute avec son premier mini-album nommé I Am et le clip vidéo du titre principal Latata,,,.
Le 6 août, les (G)I-dle ont organisé deux flash mobs où elles ont interprété leur titre "Latata" à Times Square et à Washington Square Park à New York,,,.
Le 14 août, le groupe sort son premier single numérique, "Hann (Alone)",,.

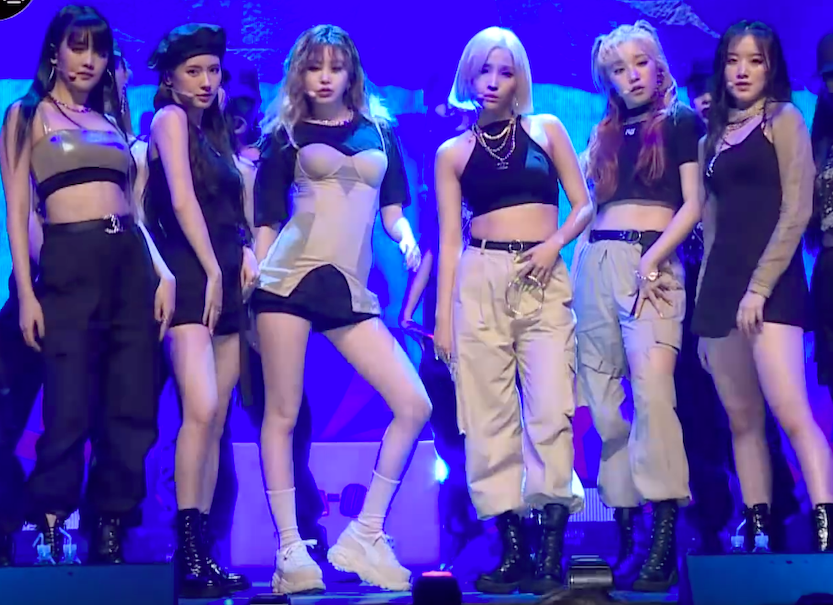
(G)I-DLE en 2019, interprétant Uh-Oh

Le 26 février 2019, elles sortent leur deuxième mini-album nommé I Made.
Le 28 juin 2019, (G)I-DLE dévoile "Uh-Oh", un single hip hop avec visuel et des sonorités inspirés des années 1990.
Le 29 juillet 2019, (G)I-DLE fait ses débuts au Japon avec un mini album contenant la version japonaise de "Latata" et de "Maze" et deux chansons dans la même langue, écrites spécialement pour le marché japonais, "Light My Fire" et "For You".

### 2020-présent: Succès des mini albumsI TrustetI Burnet débuts solo
En janvier 2020 Cube Entertainment annonce les dates de la première tournée mondiale de (G)I-DLE : I-Land prévue en avril et mai 2020. Néanmoins le 28 février 2020, en raison de l'épidémie de Covid-19, la tournée est d'abord reportée à une date indéterminée puis annulée.
Le 6 avril, (G)I-DLE sort son troisième mini album I Trust avec pour chanson titre "Oh my god". Les paroles de l'album sont entièrement écrites par Soyeon. I Trust contient de nouvelles pistes ainsi que "Lion" et une version anglaise d'"Oh my god". L'album a été pré-commandé à plus de 93 000 exemplaires, et a dépassé les 100 000 albums vendus en trois jours. Le groupe devient le girl group coréen avec le plus de premières places au iTunes Top Albums chart, avec 61 pays en numéro 1. (G)I-DLE bat son record de vue en 24h, le clip de "Oh my god" ayant été vu plus de 17 millions de fois sur Youtube.

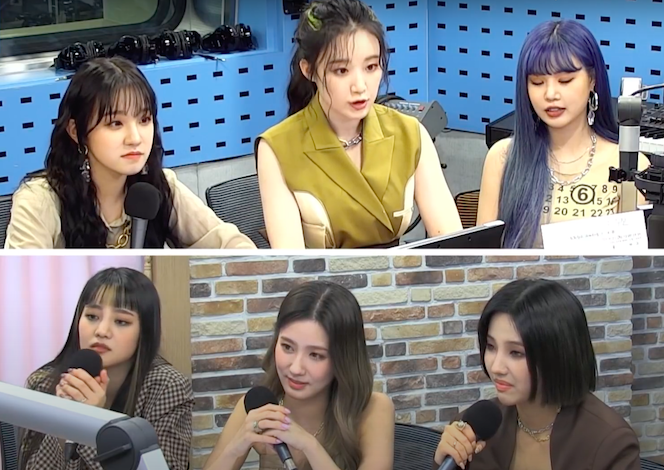
(G)I-dle à SBS Power FM pour la promotion dOh My God, 21 avril 2020. De gauche à droite et de haut en bas Yuqi, Shuhua, Soojin et Minnie, Miyeon, Soyeon

Durant cette promotion, le groupe a remporté 4 fois la première place dans les émissions musicales Music Bank, Inkigayo, Show! Music Core et M Countdown. Il s'agit également de leur premier grand slam (1re place dans les trois émissions musicales des chaînes publiques).
Il a été également révélé que le groupe a signé un contrat avec Republic Records pour les promotions aux États-Unis.
Le groupe donne un concert en ligne le 5 juillet, (G)I-dle Online Concert 'I-Land: Who Am I', nommé d'après leur tournée mondiale qui a été annulée. Durant ce concert, (G)I-DLE performe pour la première fois un nouveau titre, "I'M THE TREND", écrit par Minnie et Yuqi. Le single "I'M THE TREND" sort officiellement le 7 juillet 2020 en version digitale, sans clip officiel et sans promotion sur les émissions de TV locales. Le single échoue à se classer au Billboard et atteint la place 96 au Gaon Digital Chart.
Le 3 août 2020 (G)I-DLE revient avec le single estival "Dumdi Dumdi", qui sort en version digitale et physique (deux versions). Le titre cumule 6 victoires dans les shows musicaux.
Le 11 janvier 2021 (G)I-DLE sort le mini album I Burn avec pour chanson titre "Hwaa". Le titre obtient 10 trophées dans les émissions de musique, ce qui fait de "Hwaa" la chanson de (G)I-DLE avec le plus de victoires.
Le 27 janvier, une version chinoise de "Hwaa" traduite par Yuqi est sortie.
En mars 2021, des anciennes camarades anonymes portent plaintes contre Soojin car elle aurait harcelé physiquement, moralement, volé et racketté celles-ci quand elles étaient au lycée. À la suite de cela, Soojin met sa carrière en pause, le temps que la lumière soit faite sur cette affaire. Un mois plus tard Univers et Cube Entertainment publient le titre "Last Dance" de (G)I-DLE sans Soojin. La chanson est réenregistrée avec cinq membres en raison de la polémique et le clip qui avait déjà été tourné est remonté pour minimiser les apparitions de la chanteuse.
Le 13 mai 2021, Yuqi sort son premier single album solo A Page.
Le 5 juillet 2021, après quatre ans de hiatus, Soyeon revient en solo avec le premier mini album Windy et le single promotionnel Beam Beam. Elle remporte son premier trophée lors de l'émission musicale The Show de SBS MTV avec le single Beam Beam, le 13 juillet (deux victoires en tout : The Show et M Countdown).
Le 14 août 2021, Cube Entertainment annonce brusquement le départ de Soojin du groupe après 6 mois de silence à la suite d'une polémique la concernant.
Le 24 février 2022, Cube Entertainment annonce le retour de (G)I-DLE le 14 mars avec le premier album I Never Die et le single promotionnel TOMBOY. C'est le premier retour officiel de (G)I-DLE en tant que groupe de cinq membres, leur nom sur les visuels officiels est réorthographié ( )I-DLE. Le 5 mars Cube annonce la fin du contrat de Soojin avec Cube. Le communiqué reste ambigu sur les résultats de l'enquête policière.

## Fandom
Le fandom du groupe est appelé Neverland.

## Membres
| Nom de scène | Nom de scène | Nom de naissance | Nom de naissance | Nationalité  | Date de naissance | Position                                                     |
| Romanisé     | Original     | Romanisé         | Original         | Nationalité  | Date de naissance | Position                                                     |
| ------------ | ------------ | ---------------- | ---------------- | ------------ | ----------------- | ------------------------------------------------------------ |
| Miyeon       | 미연         | Cho Mi-yeon      | 조미연           | Sud-coréenne | 31 janvier 1997   | Chanteuse, visuelle, unnie (la plus âgée)                    |
| Minnie       | 민니         | Nicha Yontararak | ณิชา ยนตรรักษ์      | Thaïlandaise | 23 octobre 1997   | Chanteuse, danseuse, compositrice                            |
| Soyeon       | 소연         | Jeon Soyeon      | 전소연           | Sud-coréenne | 26 août 1998      | Leader, rappeuse, danseuse, chanteuse, centre, compositrice  |
| Yuqi         | 우기         | Song Yu-qi       | 宋雨琦           | Chinoise     | 23 septembre 1999 | Danseuse, chanteuse, visage du groupe rappeuse, compositrice |
| Shuhua       | 슈화         | Ye Shu-hua       | 葉舒華           | Taïwanaise   | 6 janvier 2000    | Chanteuse, danseuse, visuelle, maknae (la plus jeune)        |

### Ancienne membre
| Nom de scène | Nom de scène | Nom de naissance | Nom de naissance | Nationalité  | Date de naissance | Position                      | Date de départ |
| Romanisé     | Original     | Romanisé         | Original         | Nationalité  | Date de naissance | Position                      | Date de départ |
| ------------ | ------------ | ---------------- | ---------------- | ------------ | ----------------- | ----------------------------- | -------------- |
| Soojin       | 수진         | Seo Soo-jin      | 서수진           | Sud-coréenne | 9 mars 1998       | Danseuse, rappeuse, chanteuse | 14 août 2021   |

## Discographie

### Albums coréens
| Année                                                                              | Titre                          | Détails                                                                        | Classements | Classements | Classements | Classements | Classements | Classements | Ventes                                           |
| Année                                                                              | Titre                          | Détails                                                                        | COR         | JAP         | ALL         | FRA         | USA         | USA World   | Ventes                                           |
| ---------------------------------------------------------------------------------- | ------------------------------ | ------------------------------------------------------------------------------ | ----------- | ----------- | ----------- | ----------- | ----------- | ----------- | ------------------------------------------------ |
| 2018                                                                               | I Am (1er mini album)          | - Date de sortie : 2 mai 2018 - Label : Cube Entertainment                     | 6           | —           | —           | —           | —           | 5           | - COR : plus de 49 100                           |
| 2019                                                                               | I Made (2e mini album)         | - Date de sortie : 26 février 2019 - Label : Cube Entertainment                | 2           | —           | —           | —           | —           | 5           | - COR : plus de 49 400                           |
| 2020                                                                               | I Trust (3e mini album)        | - Date de sortie : 6 avril 2020 - Label : Cube Entertainment, Republic Rec.    | 1           | —           | —           | —           | —           | 4           | - COR : plus de 154 000                          |
| 2021                                                                               | I Burn (4e mini album)         | - Date de sortie : 11 janvier 2021 - Label : Cube Entertainment, Republic Rec. | 3           | —           | —           | —           | —           | 10          | - COR : plus de 219 000                          |
| 2022                                                                               | I Never Die (1er album studio) | - Date de sortie : 14 mars 2022 - Label : Cube Entertainment                   | 2           | —           | 83          | —           | —           | 13          | - COR : plus de 320 000                          |
| 2022                                                                               | I Love (5e mini album)         | - Date de sortie : 17 octobre 2022 - Label : Cube Entertainment                | 1           | 21          | 70          | —           | 71          | 4           | - COR : plus de 854 000 - USA : plus de 10 000   |
| 2023                                                                               | I Feel (6e mini album)         | - Date de sortie : 15 mai 2023 - Label : Cube Entertainment                    | 1           | 20          | 25          | 105         | 41          | 1           | - COR : plus de 1 510 000 - USA : plus de 23 000 |
| 2024                                                                               | 2 (2e album studio)            | - Date de sortie : 29 janvier 2024 - Label : Cube Entertainment                | 1           | 18          | 22          | 62          | 132         | 3           | - COR : plus de 1 700 000 - USA : plus de 8 500  |
| 2024                                                                               | I Sway (7e mini album)         | - Date de sortie : 8 juillet 2024 - Label : Cube Entertainment                 | 2           | 25          | —           | —           | —           | 6           | - COR : plus de 996 000                          |
| 2025                                                                               | We Are (8e mini album)         | - Date de sortie : 19 mai 2025 - Label : Cube Entertainment, BMG (US)          | 2           | 31          | —           | —           | —           | 10          | - COR : plus de 1 048 000                        |
| "—" signifie que l’album ne s'est pas classé ou n'est pas sorti dans cette région. |                                |                                                                                |             |             |             |             |             |             |                                                  |

### Albums japonais
| Année | Titre     | Détails                                                                                | Classements | Ventes                |
| Année | Titre     | Détails                                                                                | JAP         | Ventes                |
| ----- | --------- | -------------------------------------------------------------------------------------- | ----------- | --------------------- |
| 2019  | Latata    | - Date de sortie : 29 juillet 2019 - Label : Cube Entertainment, Universal Music Japan | 6           | - JAP : plus de 8 400 |
| 2020  | Oh My God | - Date de sortie : 26 août 2020 - Label : Cube Entertainment, Universal Music Japan    | 29          | - JAP : plus de 4 000 |

### Albums anglais
| Année | Titre | Détails                                                                  | Classements | Classements | Ventes                                         |
| Année | Titre | Détails                                                                  | COR         | USA         | Ventes                                         |
| ----- | ----- | ------------------------------------------------------------------------ | ----------- | ----------- | ---------------------------------------------- |
| 2023  | Heat  | - Date de sortie : 6 octobre 2023 - Label : Cube Entertainment, 88rising | 2           | 25          | - COR : plus de 169 000 - USA : plus de 20 000 |

### Singles
| Année | Titre                  | Meilleures positions | Meilleures positions | Meilleures positions | Meilleures positions | Album       |
| Année | Titre                  | COR                  | JAP                  | USA World            | MON                  | Album       |
| Coréens | Coréens                | Coréens              | Coréens              | Coréens              | Coréens              | Coréens     |
| --- | ---------------------- | -------------------- | -------------------- | -------------------- | -------------------- | ----------- |
| 2018 | Latata                 | 12                   | —                    | 4                    | NC*                  | I Am        |
| 2018 | Hann (Alone) (한(一))  | 8                    | —                    | 2                    | NC*                  | Hors album  |
| 2019 | Senorita               | 19                   | —                    | 7                    | NC*                  | I Made      |
| 2019 | Uh-Oh                  | 31                   | —                    | 7                    | NC*                  | Hors album  |
| 2019 | Lion                   | 19                   | —                    | 5                    | NC*                  | I Trust     |
| 2020 | Oh My God              | 15                   | —                    | 3                    | NC*                  | I Trust     |
| 2020 | Dumdi Dumdi (덤디덤디) | 8                    | —                    | 13                   | NC*                  | Dumdi Dumdi |
| 2021 | Hwaa (화(火花))        | 4                    | —                    | 6                    | —                    | I Burn      |
| 2022 | Tomboy                 | 1                    | —                    | 12                   | 58                   | I Never Die |
| 2022 | Nxde                   | 1                    | 95                   | 13                   | 50                   | I Love      |
| 2023 | Queencard (퀸카)       | 1                    | 47                   | 9                    | 21                   | I Feel      |
| 2024 | Wife                   | 11                   | —                    | —                    | 92                   | 2           |
| 2024 | Super Lady             | 10                   | 49                   | —                    | 114                  | 2           |
| 2024 | Klaxon (클락션)        | 3                    | —                    | —                    | —                    | I Sway      |
| 2025 | Good Thing             | 76                   | —                    | —                    | —                    | We Are      |
| Anglais |                        |                      |                      |                      |                      |             |
| 2023 | I Do                   | —                    | —                    | —                    | —                    | Heat        |
| 2023 | I Want That            | 195                  | —                    | —                    | —                    | Heat        |
| "—" indique que le single ne s'est pas classé dans ce pays * Note : le Billboard Global 200 n'a été introduit qu'en septembre 2020 |                        |                      |                      |                      |                      |             |

## Collaborations
| Titre                                                                               | Année | Meilleur classement | Meilleur classement | Meilleur classement | Meilleur classement | Meilleur classement | Meilleur classement | Meilleur classement | Album                  |
| Titre                                                                               | Année | COR                 | CAN Dig.            | NZ Hot.             | ECO                 | SWE Heat.           | UKDown.             | US World            | Album                  |
| ----------------------------------------------------------------------------------- | ----- | ------------------- | ------------------- | ------------------- | ------------------- | ------------------- | ------------------- | ------------------- | ---------------------- |
| Follow Your Dreams (한걸음)                                                         | 2018  | —                   | —                   | —                   | —                   | —                   | —                   | —                   | One (avec United Cube) |
| Mermaid                                                                             | 2018  | —                   | —                   | —                   | —                   | —                   | —                   | —                   | One (avec United Cube) |
| Upgrade                                                                             | 2018  | —                   | —                   | —                   | —                   | —                   | —                   | —                   | One (avec United Cube) |
| Young & One                                                                         | 2018  | —                   | —                   | —                   | —                   | —                   | —                   | —                   | One (avec United Cube) |
| Pop/Stars (avec Madison Beer et Jaira Burns en tant que K/DA)                       | 2018  | 39                  | 30                  | 6                   | 82                  | 4                   | 75                  | 1                   | Non issu d’un album    |
| The Baddest (ft. Bea Miller, Wolftyla en tant que K/DA)                             | 2020  | 178                 | 30                  | 6                   | 70                  | —                   | 74                  | 1                   | All Out                |
| More (ft. Madison Beer, Lexie Liu, Jaira Burns, Séraphine en tant que K/DA)         | 2020  | —                   | 48                  | 9                   | —                   | —                   | —                   | 1                   | All Out                |
| This Time Around (ft. Jennifer Lopez)                                               | 2024  | —                   | —                   | —                   | —                   | —                   | —                   | —                   | This Is Me... Now      |
| "—" signifie que le titre ne s'est pas classé ou n'est pas sorti dans cette région. |       |                     |                     |                     |                     |                     |                     |                     |                        |

## Récompenses et nominations

### Coréennes
| Année                         | Prix                                     | Travail nommé | Résultat   | Réf.   |
| ----------------------------- | ---------------------------------------- | ------------- | ---------- | ------ |
| Asia Artist Awards            |                                          |               |            |        |
| 2018                          | Most Popular Artists (Singer) – Top 50   | (G)I-dle      | Nomination | [ 77 ] |
| 2018                          | Rookie of the Year – Music               | (G)I-dle      | Lauréat    | [ 77 ] |
| 2019                          | Most Popular Artists (Singer) – Top 50   | (G)I-dle      | Nomination |        |
| 2019                          | Starnews Popularity Award – Female Group | (G)I-dle      | Nomination |        |
| 2019                          | AAA Groove Award                         | (G)I-dle      | Lauréat    |        |
| Gaon Chart Music Awards       |                                          |               |            |        |
| 2019                          | Song of the Year (August)                | Hann (Alone)  | Nomination | [ 78 ] |
| 2019                          | New Artist of the Year                   | (G)I-dle      | Lauréat    | [ 78 ] |
| Golden Disc Awards            |                                          |               |            |        |
| 2019                          | Digital Daesang                          | Latata        | Nomination |        |
| 2019                          | Rookie of the Year – Digital             | (G)I-dle      | Lauréat    | [ 79 ] |
| 2019                          | Popularity Award                         | (G)I-dle      | Nomination |        |
| 2019                          | NetEase Most Popular K-pop Star          | (G)I-dle      | Nomination |        |
| Korea First Brand Awards      |                                          |               |            |        |
| 2018                          | Female Rookie Idol of the Year           | (G)I-dle      | Lauréat    | [ 80 ] |
| Korea Popular Music Awards    |                                          |               |            |        |
| 2018                          | Best New Artist                          | (G)I-dle      | Lauréat    | [ 81 ] |
| MBC Plus X Genie Music Awards |                                          |               |            |        |
| 2018                          | Artist of the Year                       | (G)I-dle      | Nomination | ,      |
| 2018                          | Best New Female Artist                   | (G)I-dle      | Lauréat    | ,      |
| 2018                          | Genie Music Popularity Award             | (G)I-dle      | Nomination | ,      |
| Melon Music Awards            |                                          |               |            |        |
| 2018                          | Best New Artist (Female)                 | (G)I-dle      | Lauréat    | [ 84 ] |
| Mnet Asian Music Awards       |                                          |               |            |        |
| 2018                          | Best New Female Artist                   | (G)I-dle      | Nomination | [ 85 ] |
| 2018                          | Best of Next                             | (G)I-dle      | Lauréat    | [ 85 ] |
| 2018                          | Artist of the Year                       | (G)I-dle      | Nomination | [ 85 ] |
| 2019                          | Song of the Year                         | "Senorita"    | Nomination |        |
| 2019                          | Best Dance Performance - Female Group    | "Senorita"    | Nomination |        |
| 2019                          | Worldwide Fans' Choice Top 10            | (G)I-dle      | Nomination |        |
| SBS The Show Best of the Best |                                          |               |            |        |
| 2018                          | Works Hard Award                         | (G)I-dle      | Lauréat    | [ 86 ] |
| Seoul Music Awards            |                                          |               |            |        |
| 2019                          | New Artist Award                         | (G)I-dle      | Nomination |        |
| 2019                          | Popularity Award                         | (G)I-dle      | Nomination |        |
| 2019                          | Hallyu Special Award                     | (G)I-dle      | Nomination |        |
| 2020                          | Bonsang Award                            | (G)I-dle      | Nomination |        |
| 2020                          | Hallyu Special Award                     | (G)I-dle      | Nomination |        |
| 2020                          | Popularity Award                         | (G)I-dle      | Nomination |        |
| 2020                          | QQ Music Most Popular K-Pop Artist Award | (G)I-dle      | Nomination |        |
| V Live Awards                 |                                          |               |            |        |
| 2019                          | Global Rookie Top 5                      | (G)I-dle      | Lauréat    | [ 87 ] |

### Internationales
| Année                   | Prix            | Travail nommé | Résultat   | Réf.   |
| ----------------------- | --------------- | ------------- | ---------- | ------ |
| MTV Europe Music Awards |                 |               |            |        |
| 2018                    | Best Korean Act | (G)I-dle      | Nomination | [ 88 ] |

### Émissions musicales

#### The Show
| Année | Date        | Chanson      |
| ----- | ----------- | ------------ |
| 2018  | 22 mai      | Latata       |
| 2018  | 29 mai      | Latata       |
| 2018  | 4 septembre | Hann (Alone) |
| 2019  | 2 juillet   | Uh-Oh        |
| 2021  | 26 janvier  | Hwaa         |
| 2022  | 22 mars     | Tomboy       |
| 2022  | 25 octobre  | Nxde         |
| 2023  | 23 mai      | Queencard    |

#### M Countdown
| Année | Date        | Chanson      |
| ----- | ----------- | ------------ |
| 2018  | 24 mai      | Latata       |
| 2018  | 6 septembre | Hann (Alone) |
| 2020  | 16 avril    | Oh My God    |
| 2020  | 13 août     | Dumbi Dumbi  |
| 2020  | 20 août     | Dumbi Dumbi  |
| 2021  | 21 janvier  | Hwaa         |
| 2021  | 28 janvier  | Hwaa         |
| 2021  | 4 février   | Hwaa         |
| 2022  | 24 mars     | Tomboy       |
| 2022  | 31 mars     | Tomboy       |
| 2022  | 27 octobre  | Nxde         |
| 2023  | 25 mai      | Queencard    |
| 2024  | 8 février   | Super Lady   |
| 2024  | 15 février  | Super Lady   |
| 2024  | 22 février  | Super Lady   |

#### Show Champion
| Année | Date       | Chansons     |
| ----- | ---------- | ------------ |
| 2018  | 29 août    | Hann (Alone) |
| 2019  | 6 mars     | Senorita     |
| 2020  | 12 août    | Dumbi Dumbi  |
| 2020  | 19 août    | Dumbi Dumbi  |
| 2021  | 20 janvier | Hwaa         |
| 2022  | 23 mars    | Tomboy       |
| 2022  | 26 octobre | Nxde         |
| 2022  | 9 novembre | Nxde         |
| 2023  | 24 mai     | Queencard    |
| 2024  | 7 février  | Super Lady   |

#### Music Bank
| Année | Date       | Chanson   |
| ----- | ---------- | --------- |
| 2020  | 17 avril   | Oh My God |
| 2021  | 22 janvier | Hwaa      |
| 2022  | 28 octobre | Nxde      |
| 2023  | 14 juillet | Queencard |

#### Show! Music Core
| Année | Date        | Chanson   |
| ----- | ----------- | --------- |
| 2020  | 18 avril    | Oh My God |
| 2021  | 23 janvier  | Hwaa      |
| 2021  | 30 janvier  | Hwaa      |
| 2022  | 26 mars     | Tomboy    |
| 2022  | 29 octobre  | Nxde      |
| 2022  | 12 novembre | Nxde      |
| 2022  | 19 novembre | Nxde      |
| 2023  | 27 mai      | Queencard |
| 2023  | 3 juin      | Queencard |
| 2023  | 10 juin     | Queencard |
| 2023  | 24 juin     | Queencard |
| 2023  | 1er juillet | Queencard |

#### Inkigayo
| Année | Date        | Chanson     |
| ----- | ----------- | ----------- |
| 2020  | 19 avril    | Oh My God   |
| 2020  | 16 août     | Dumbi Dumbi |
| 2020  | 23 août     | Dumbi Dumbi |
| 2021  | 24 janvier  | Hwaa        |
| 2021  | 31 janvier  | Hwaa        |
| 2022  | 27 mars     | Tomboy      |
| 2022  | 3 avril     | Tomboy      |
| 2022  | 5 juin      | Tomboy      |
| 2022  | 6 novembre  | Nxde        |
| 2022  | 13 novembre | Nxde        |
| 2022  | 20 novembre | Nxde        |
| 2023  | 28 mai      | Queencard   |
| 2023  | 4 juin      | Queencard   |
| 2023  | 11 juin     | Queencard   |
| 2024  | 31 mars     | Fate        |
| 2024  | 7 avril     | Fate        |
| 2024  | 14 avril    | Fate        |
| 2024  | 11 août     | Klaxon      |
| 2024  | 18 août     | Klaxon      |